# Gutskapelle Darsikow

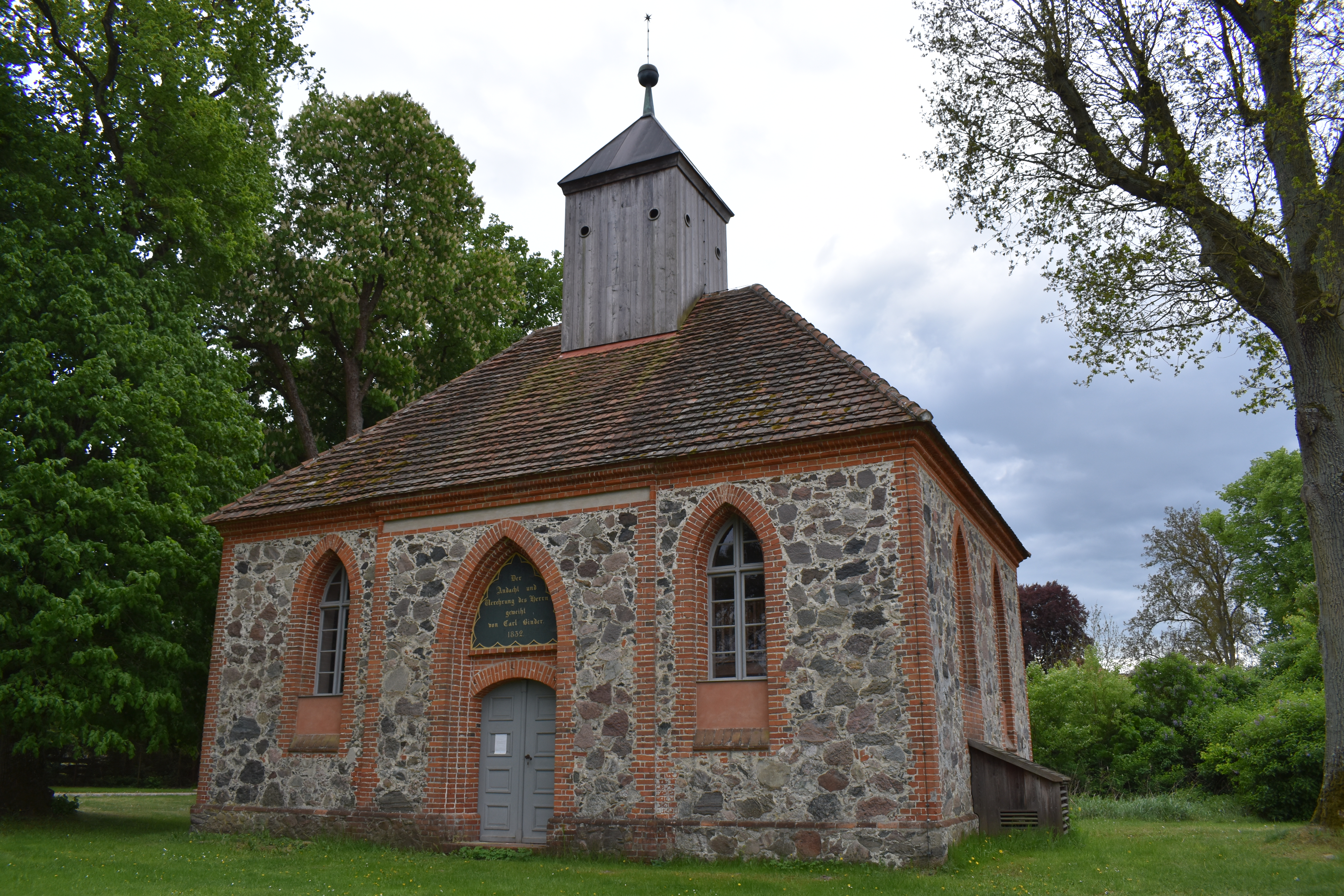
Kirche in Darsikow mit Blick von Norden

Die Gutskapelle in Darsikow, einem Wohnplatz der Gemeinde Temnitzquell, auch Waldkirche und kleine Kirche genannt, ist ein rechteckiger Feldsteinbau im Brandenburger Landkreis Ostprignitz-Ruppin.
„Die Kapelle gehört zu den wenigen sakralen Zentralbauten der 1. Hälfte des 19. Jhs. in der Region und ist zudem ein seltenes Beispiel einer Gutskapelle aus jener Zeit. Durch ihre Verbindung neogotischer Gestaltungselemente am Außenbau, u.a. den Spitzbogenfenstern, mit einer klassizistischen Innenausstattung, u.a. den Emporensäulen, veranschaulicht sie die stilistischen Hauptströmungen in der Architektur jener Zeit, die vor allem durch das Wirken Schinkels geprägt wurde.“

## Lage
Die Gutskapelle steht im Temnitzqueller Wohnplatz Darsikow zwischen Neuruppin und Wittstock, nahe Rägelin in einem Wald gelegen, weshalb sie namensgebend auch Waldkirche genannt wird. Weitere Häuser des Ortes stehen lose um die Kapelle herum. Das Gutshaus ist rund 200 Meter südwestlich entfernt. Ähnlich weit entfernt zur anderen Richtung ist der von Carl Johann Hartwig Binder nach dem Tod seines Sohnes 1820 angelegte Friedhof.

## Geschichte
Zur Zeit des Baues der Kapelle zählte Darsikow lediglich zwölf Feuerstellen. Im Jahr 1818 kam Carl Johann Hartwig Binder in den Besitz des Lehnsguts, der hier 1832 eine Kapelle erbauen ließ. Die letzten Gottesdienste wurden im Gotteshaus in den 1970er Jahren gefeiert. Danach verfiel das Gebäude zunehmend. Seit 2009 existiert ein Förderverein, der sich um die in Privatbesitz befindliche – im betreffenden Jahr von der Evangelischen Kirche erworben – Kirche kümmert. Mit der Restaurierung des Gebäudes wurde 2012 begonnen. Nachdem 2016 noch während des Restaurierungsprozesses mit der Nutzung des Gebäudes begonnen wurde, ist dieser mittlerweile vollendet.

## Beschreibung
Es handelt sich um einen massiven, qualitativ hochwertig konstruierten Feldsteinbau (Zyklopenmauerwerk) mit Backsteinelementen an den Gebäudeecken und Gewänden. Der kleine rechteckige Zentralbau besitzt ein Walmdach, darauf befindet sich ein Dachreiter aus Holz. Eine Gliederung des Gebäudes entsteht durch das zentrale Portal und die Spitzbogenfenster.

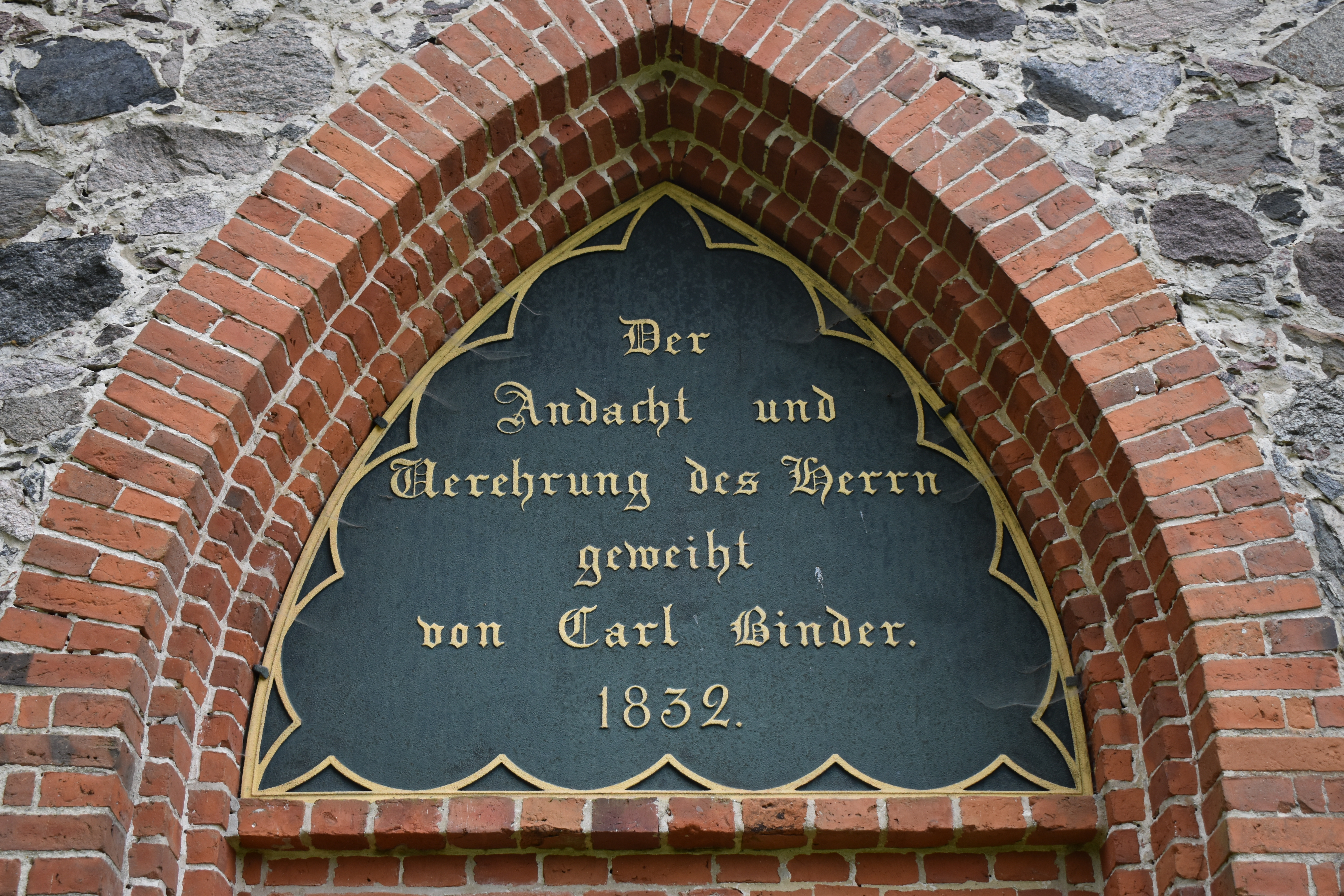
Tympanon über dem Zugang

Im Tympanon des Zugangsportals ist eine Inschrift mit den Worten:

## Ausstattung
Der Innenraum ist klassizistisch gestaltet mit einer Empore, Kanzel, Gestühl und bemalter Decke. Die Glocke von 1898 stammt aus der Gießerei Gustav Collier in Zehlendorf.
Weiterhin besaß die Kapelle eine Orgel aus dem 19. Jahrhundert mit mechanischer Schleiflade und einem Manual, deren Erbauer jedoch nicht bekannt ist.

## Nutzung
Neben vereinzelten Gottesdiensten wird die Gutskapelle auch für Kulturveranstaltungen wie Theater oder Kunstausstellungen genutzt.

## Galerie

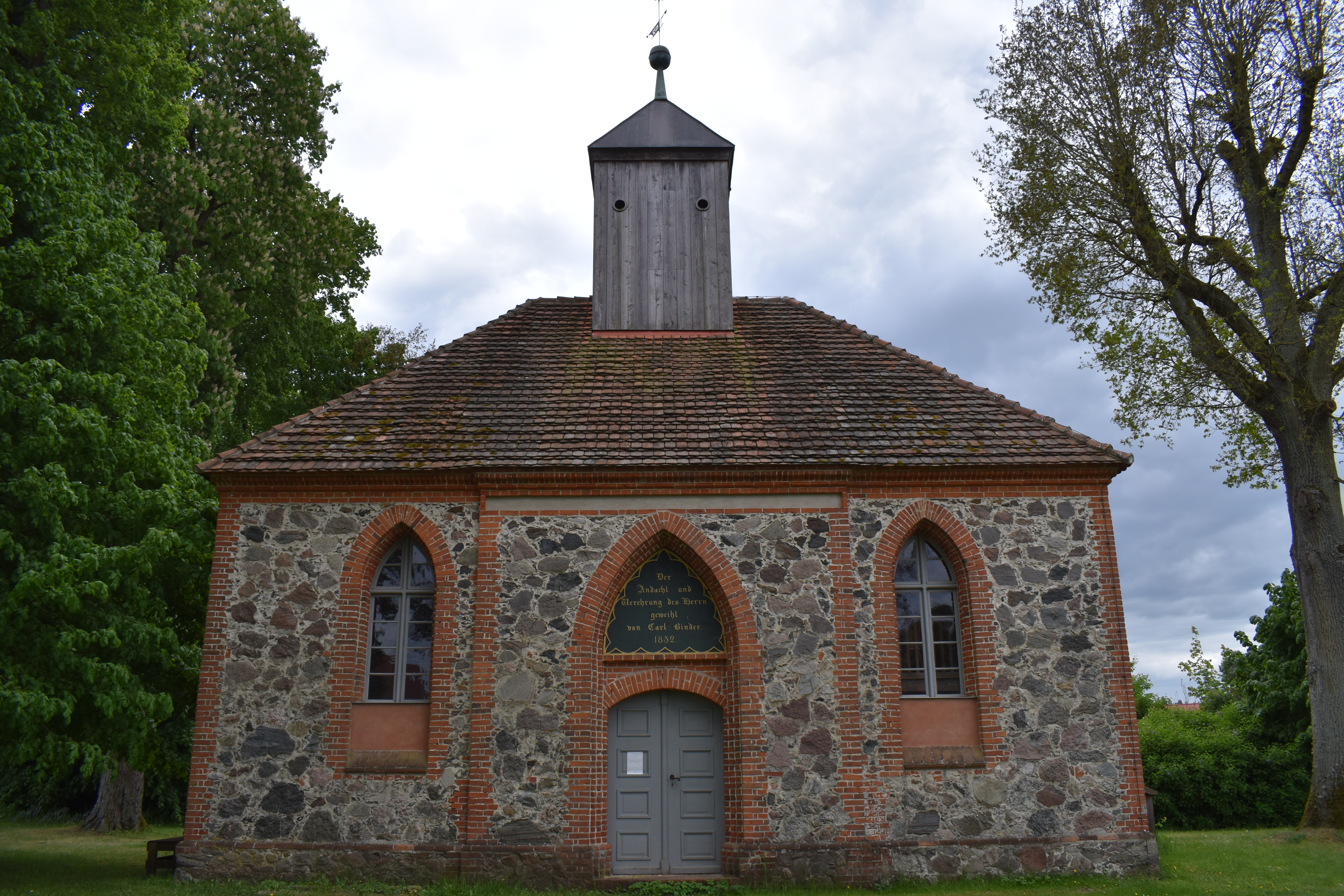
Blick von Nordosten mit Zugangsportal
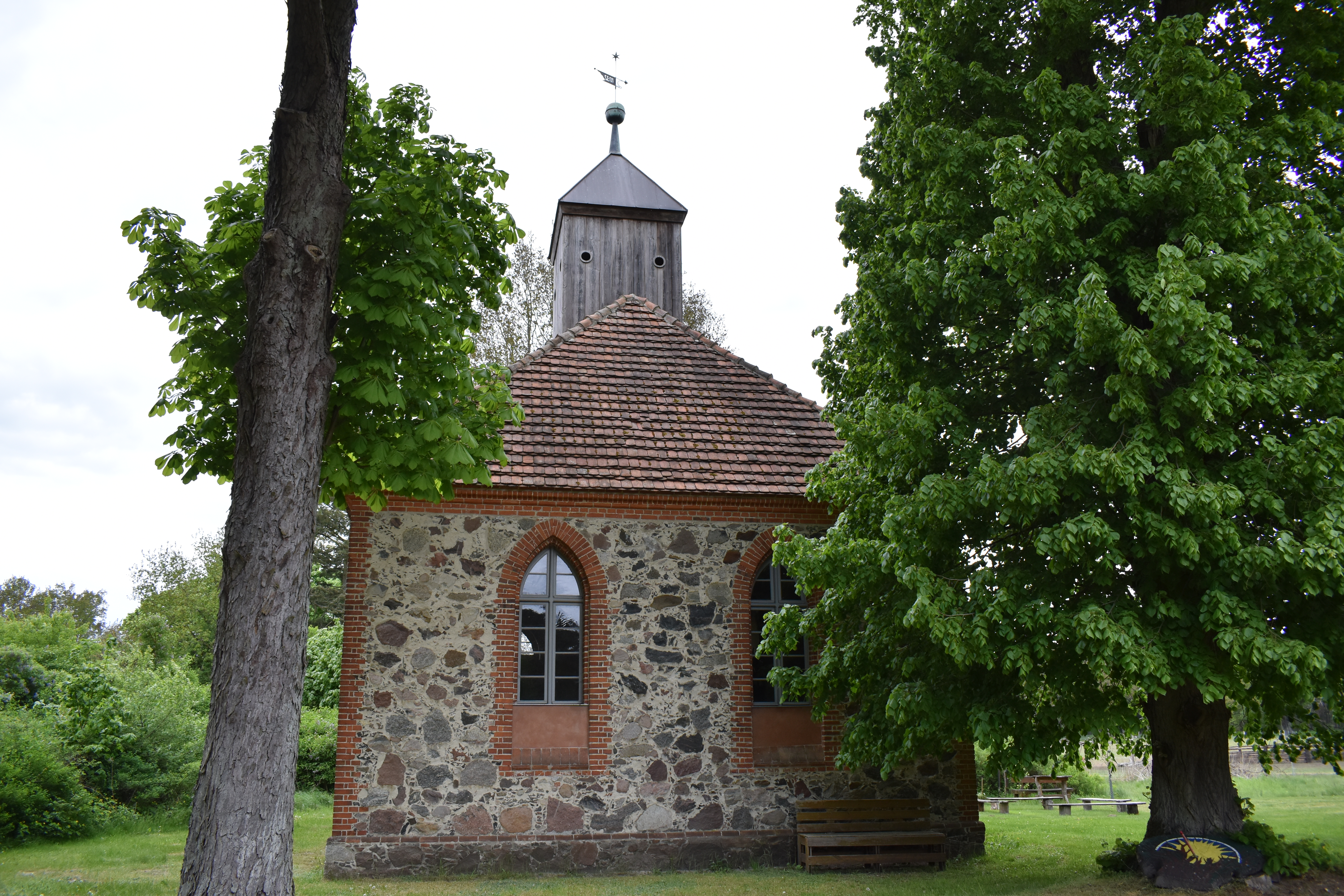
Blick von Südosten
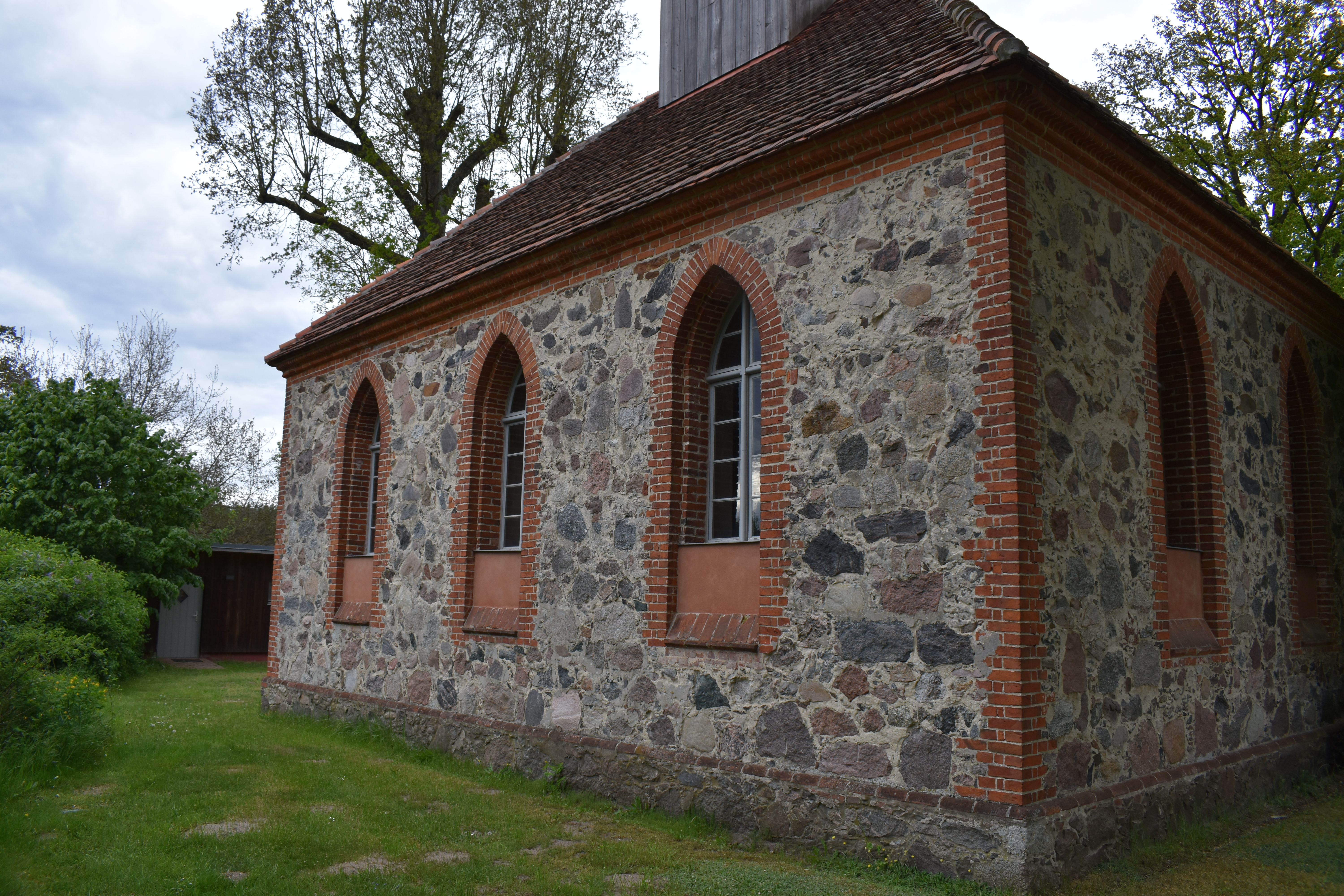
Blick von Süden
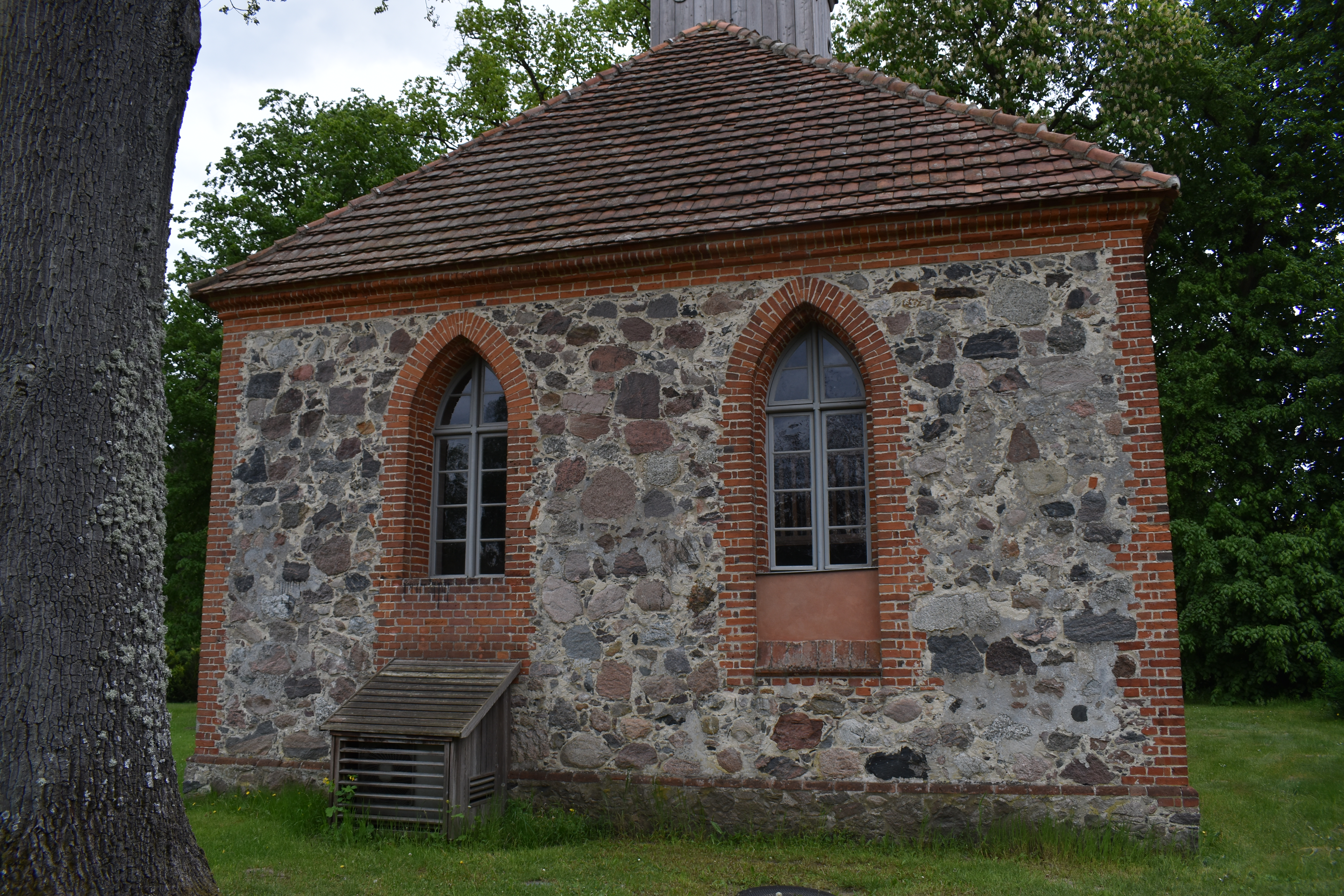
Blick von Nordwesten
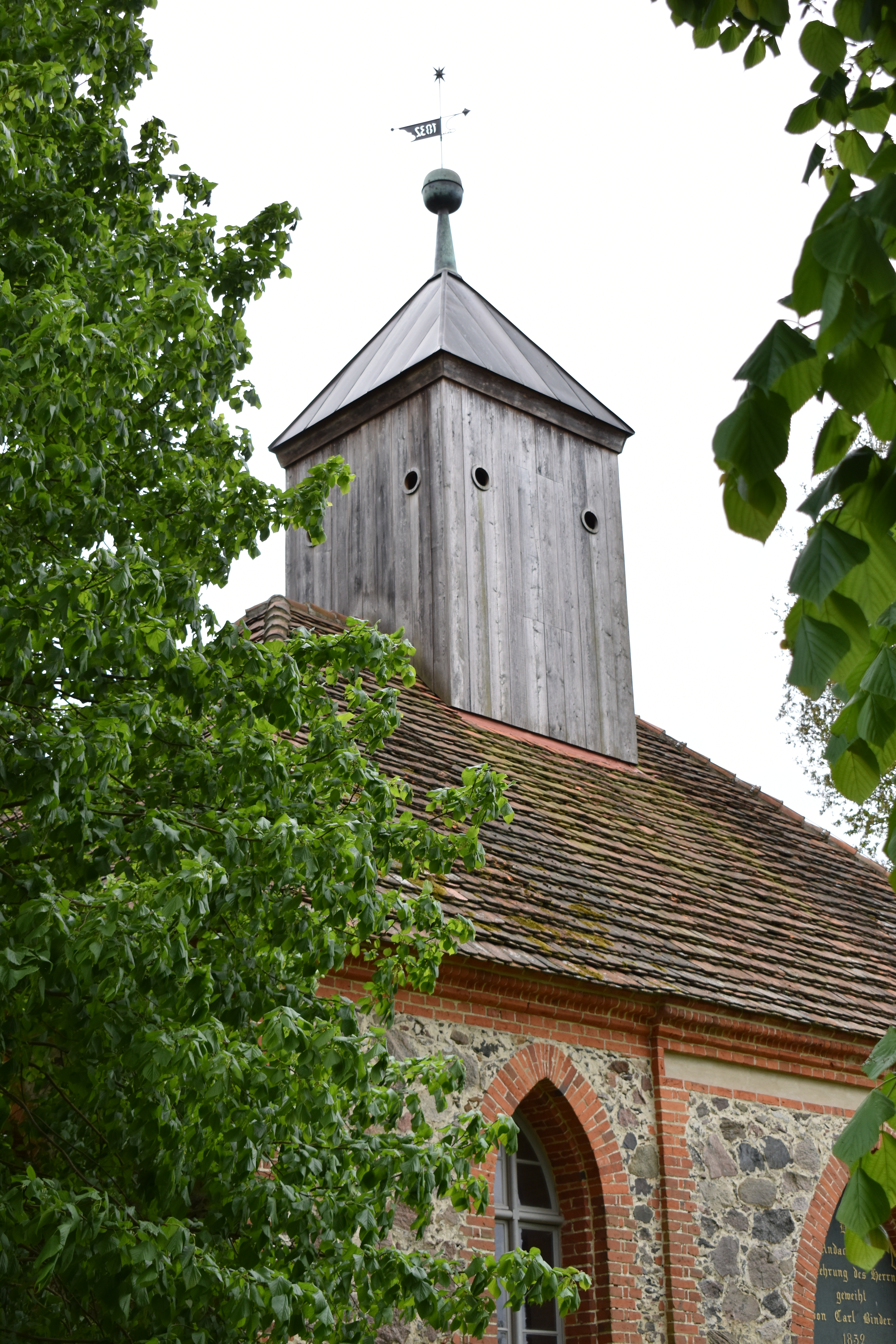
Kirchturm
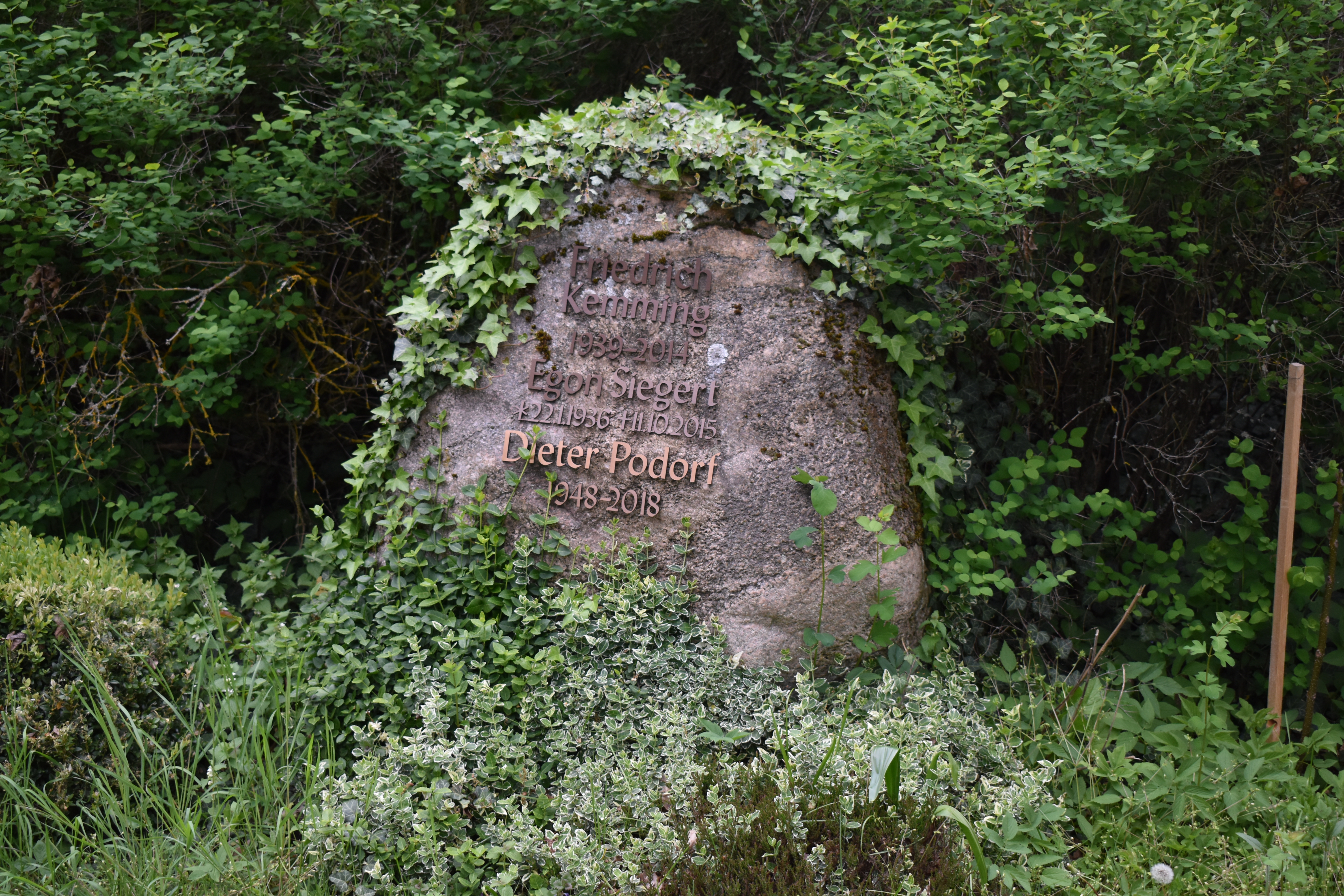
Gedenkstein nördlich der Kirche